# Evelyn Berezin
Evelyn Berezin (12 de abril de 1925, El Bronx, Nueva York - 8 de diciembre de 2018, Manhattan, Nueva York) fue una ingeniera informática estadounidense. Desarrolló el primer sistema de reservas de billetes de líneas aéreas para United Airlines. Es también conocida como la madre de los procesadores de texto, desde que en 1968 desarrolló la idea de un programa que permitía almacenar y editar textos.

## Carrera y contribuciones
Berezin fue a la Universidad de Nueva York con la intención de graduarse en Empresariales hasta que recibió una oferta de trabajo y le pidieron cambiar su campo de estudio a la física. Finalmente se graduó en 1945 en física y en 1946 recibió una beca de la Comisión de Energía Atómica de los Estados Unidos para realizar estudios de postgrado en la misma Universidad de Nueva York. En 1951 aceptó un trabajo en la Electronic Computer Corporation (Elecom) en Brooklyn como diseñadora de ordenadores. Tras la compra de Electronic Computer Corporation por parte de Underwood Corporation y su conversión en la Elecom Division, Berezin se convirtió en la jefa del departamento de diseño de lógica.
En 1953, mientras trabajaba por Underwood Company (originalmente conocida como Underwood Typewriter Company), Berezin empezó a idear lo que es ahora considerado como el primer ordenador de oficina. Underwood se fusionó posteriormente con Olivetti, pero no se siguió el proyecto. 
Tras trabajar en la Underwood Typewriter Company, Berezin se fue a Teleregister donde desarrolló el primer sistema informático de reservas para aerolíneas. No obstante, en 1969 decide abandonar su trabajo para obtener más libertad de creación. Por ende, funda la empresa Redactron Corporation. A pesar de empezar con sólo 9 trabajadores, en poco tiempo consigue expandirse hasta conseguir 500.
Durante este período, Berezin recuperó la idea de crear un ordenador capaz de procesar y modificar textos más rápidamente, con el fin de agilizar el trabajo de las secretarias -que eran un total del 6 % de los trabajadores de EE. UU. IBM ya había creado uno con cinta magnética. El proyecto de Berezin, empero, pretendía que estos procesadores estuvieran compuestos por circuitos integrados que hicieran más pequeño y accesible económicamente el ordenador. Buscando los chips que pudieran integrarse en estos circuitos, se encontraron con la denegación de Intel en venderlos. En consecuencia, el equipo de Berezin se vio obligado a diseñar sus propios chips. El día de presentación del invento a la prensa, el ordenador falló y humeó por la acumulación de electricidad estática debido a la sequedad del ambiente. No obstante, Ed Wolf, jefe de los ingenieros, arrojó agua a la alfombra de forma que aumentara la humedad. Finalmente, el ordenador funcionó.
En 1971 sale a la venta la Data Secretary, máquina que, entre otras funcionalidades, ofrece borrar párrafos enteros, corregir numerosos errores a la vez y copiar y pegar texto. La facilidad para elaborar textos era tal que, en vez de ayudar a la figura de la secretaria, disminuyó la necesidad de su ayuda. 
En 1976 Redactron es vendida a Burroughs Corporation. Berezin siguió como directora de la primera división. Sin embargo, la falta de reconocimiento de la dirección de hombres la condujeron a abandonar su rol. Ese mismo año sus aportaciones fueron valoradas con su aparición en la lista de las 100 mujeres más influyentes en el mundo de los negocios de la Business Week.
Entre 1980 y 1987, Berezin fue presidenta de la Greenhouse Management Company, socia general de un grupo de capital de riesgo dedicado a las empresas tecnológicas en sus primeras fases. Además a lo largo de su carrera ha sido miembro de Juntas de diversas empresas públicas, como CIGNA (empresa transnacional estadounidense dedicada al ramo de los seguros), Koppers CO., Datapoint y Standart Microsystems.
Durante su carrera recibió doctorados honoríficos de la Universidad de Adelphi y la Universidad de Míchigan Oriental. Berezin también fue ejecutiva en CIGNA, Standard MEMS, Koppers,Stony Brook Foundation en la Universidad Estatal de Nueva York, el Boyce Thompson Institute, Datapoint. y finalmente directiva en Intellicheck Inc. 
Berenzin y su último marido financiaron el Sam and Rose Berezin Endowment Scholarship, una beca que se concede a alumnos de pregrado que planean estudiar en el campo de las ciencias, ingeniería o matemáticas.

## Vida personal
Estuvo casada durante 51 años con Israel Wilenitz (1952-2003). Antes de su fallecimiento, residió en Setauket y tenía un apartamento Nueva York.
A inicios de 2018 se le detectó un linfoma, pero ella decidió no proceder con el tratamiento.

## Premios
- 2006 Long Island Technology Hall of Fame[6]
- 2006 Women Achiever's Against the Odds Honoree for the Long Island Fund for Women and Girls[7]
- 2011 Women in Technology International (WITI) Hall of Fame[6]
- Long Island Distinguished Leadership Award[6]
- Top 100 Business Women in the United States en la revista BusinessWeek[6]
- Doctorado honorífico de la Universidad de Adelphi[7]
- Doctorado honorífico de la Universidad de Míchigan Oriental[7]

## Patentes
- Information Transfer Apparatus[9]
- Electronic Data File Processor[10]
- Information Transfer System[11]
- On-Line Data Transfer Apparatus[12]
- Electrical Assemblage[13]
- Data Processing System[14]
- Arithmetic Device[15]
- Electronic Calculator with Dynamic Recirculating Storage Register[16]
- Control means with Record Sensing for an Electronic Calculator[17]